# Trimma unisquamis
Trimma unisquamis är en fiskart som först beskrevs av Gosline, 1959.  Trimma unisquamis ingår i släktet Trimma och familjen smörbultsfiskar. Inga underarter finns listade i Catalogue of Life.